# Station Brzezie Dębicz
Station Brzezie Dębicz is een spoorwegstation in de Poolse plaats Racibórz.